# Stara Synagoga w Bytomiu
Stara Synagoga w Bytomiu – nieistniejąca synagoga znajdująca się w Bytomiu przy Friedrich Wilhelm Ring, obecnie placu Grunwaldzkim.
Synagoga została zbudowana w 1809 roku za pozwoleniem hrabiego Karola Henckla von Donnersmarcka, który za grunt pobierał roczną dzierżawę w wysokości 15 talarów. Budynek powstał na terenie zwanym Ujeżdżalnią, który w 1861 roku został nazwany Friedrich Wilhelm Ring.
W 1845 roku synagoga została przebudowana, celem zwiększenia miejsc wewnątrz synagogi. Ze środka usunięto bimę, na miejsce której dodano 66 miejsc siedzących dla mężczyzn. W 1868 roku ze względu na niewystarczalność, synagoga została rozebrana. W 1869 roku na jej miejscu wzniesiono nowy, większy budynek synagogi.